# Coachning
Coachning är en lösningsfokuserad samtalsteknik som går ut på att hjälpa en person eller en grupp personer att bli mer aktiv och mer effektivt använda sina förmågor för att nå vissa mål. Coachning är vanligt förekommande inom idrott men har på senare år kommit att användas inom många andra sammanhang, exempelvis bland dem som sysslar med karriärvägledning och ledarskap.
Coachning kan utövas på många olika sätt. Vanligt är att man sätter upp delmål, uppmuntrar och ställer frågor. Den som leder aktiviteten kallas coach.

## Certifiering
Det finns idag flera organisationer som certifierar coacher, exempelvis International Coaching Federation (ICF), European Mentoring and Coaching Council och International Coaching Community (ICC).
De kvalitetskrav de olika organisationerna ställer skiljer sig i bland annat krav på antal utbildningstimmar, antal praktiktimmar och hur examinationen ser ut. I vissa fall måste coachen ha gått en utbildning för den organisation som utfärdar certifikatet.